# Gare de Still
La gare de Still est une ancienne gare ferroviaire algérienne située sur le territoire de la commune de Still, dans la wilaya d'El M'Ghair, au nord-est du Sahara algérien.

## Situation ferroviaire
La gare est située au sud la ville de Still, sur la ligne d'El Guerrah à Touggourt, où elle est précédée de la gare d'Oumache et suivie de celle de N'Sigha.

## Histoire
Gare intermédiaire de l'ancienne ligne ferroviaire à voie métrique de Biskra à Touggourt longue de 217 km et inaugurée en 1914 ; elle était aussi la gare origine de la ligne de Still à El Oued, ligne à un écartement de 600 mm réalisée après la Seconde Guerre mondiale,.